# Botanophila papilioformis
Botanophila papilioformis este o specie de muște din genul Botanophila, familia Anthomyiidae, descrisă de Fan și Zheng în anul 1993.
Este endemică în Sichuan. Conform Catalogue of Life specia Botanophila papilioformis nu are subspecii cunoscute.